# Mitt vinterland
Mitt vinterland var en julturné som Roger Pontare genomförde under sent 2011. Pontare åkte under turnén runt i 12 olika kyrkor och sjöng tillsammans med olika körer. Den började i Arvidsjaur och slutade i Örnsköldsvik.